# Městská knihovna Vrbno pod Pradědem
Městská knihovna Vrbno pod Pradědem je veřejně dostupná knihovna, jejímž zřizovatelem je město Vrbno pod Pradědem. Od 1. ledna 2007 je knihovna součástí nově vzniklé příspěvkové organizace Středisko kultury a vzdělávání Vrbno pod Pradědem. Od roku 1966 sídlí ve vilce na ulici Sadová, mnohými opravami získala knihovna na první pohled vzhled důstojného kulturního stánku. V roce 2020 se Středisko kultury a vzdělávání přejmenovalo na Kulturní, informační a vzdělávací centrum Vrbno, jehož součástí je kromě zmiňované knihovny také informační centrum.

## Historie
Místní knihovna ve Vrbně pod Pradědem byla založena v lednu 1946 v budově Místního národního výboru, který sídlil na dnešním náměstí Sv. Michala čp. 123. Fond knihovny tvořily především knižní dary.
První výraznou osobností v historii knihovny byl učitel Jindřich Pleva, který byl pověřen vedením knihovny v roce 1949. V té době půjčovala knihovna jedenkrát týdně jak pro dospělé, tak i pro děti. V roce 1958 získala knihovna "Štít" - v té době nejvyšší uznání ministra školství a kultury.
V roce 1960 se stala z místní knihovny městská lidová knihovna. V roce 1961 byla do funkce knihovníka jmenována paní Ludmila Chalabalová. V této době se půjčovalo již denně v odpoledních hodinách.
Od ledna 1964 je knihovna umístěna v nynějších prostorách. Budovu zakoupilo město od soukromé osoby a částečně upravilo pro potřeby knihovny. Bylo zřízeno dětské oddělení, půjčovna pro dospělé čtenáře a čítárna. V témže roce se započalo se systémem střediskových knihoven. Do střediska byly zapojeny knihovny jednotlivých závodů a Místní knihovny v Ludvíkově, Mnichově, Železné, Karlovicích, Pochni a Široké Nivě. V roce 1968 získala knihovna hodnocení mezi nejlepšími střediskovými knihovnami v celostátním měřítku.
V roce 1976 se započalo s přeznačením knihovního fondu podle mezinárodního desetinného třídění a s balením knih do průhledných fóliových obalů. Zřizovatelem byl stále městský výbor, který zajišťoval celý ekonomický provoz. Knihovna patřila k těm nejvybavenějším v okrese a v témže roce obhájila titul "Vzorná knihovna".
Po odchodu paní Chalabalové byla v roce 1977 do funkce ředitelky jmenovaná Hana Janků (roz. Achilesová). V roce 1978 byla provedena reorganizace řízení knihoven. Knihovny se staly součástí Okresní knihovny v Bruntále, jejímž zřizovatel byl okresní národní výbor, který tímto převzal veškeré jejich financování. Budova knihovny zůstává i nadále majetkem obce. V listopadu 1985 ministerstvo kultury ČSR knihovně podruhé propůjčilo titul "Vzorná lidová knihovna" za dosažené výsledky v oblasti knihovnictví.
V roce 1994 získala knihovna první počítač a kopírku, aby mohla rozšířit své dosavadní služby pro veřejnost. Od 1. 7. 1996 se knihovna po 18 letech vrací pod město, nemá právní subjektivitu a organizačně je začleněna pod odbor vnitřních a sociální věcí, později pod odbor vnějších vztahů. Po této transformaci ztratila knihovna svou střediskovou funkci. Její součástí zůstala pouze místní knihovna v Železné a v Mnichově. Po dvou letech byla zrušena i pobočka v Mnichově.
Od roku 1996 knihovna retrospektivně ukládá knihovní fond do automatizovaného knihovnického programu. V červnu 1998 byl zahájen zkušení automatizovaný provoz na dětském oddělení a dva roky později také na oddělení pro dospělé čtenáře. Od února 1999 je v knihovně k dispozici veřejný internet.

## Současnost knihovny a její služby
Od 1. ledna 2007 je knihovna součástí nově vzniklé příspěvkové organizace Střediska kultury a vzdělávání Vrbno pod Pradědem. Nákup, evidenci a zpracování knihovního fondu nadále zajišťuje Regionální knihovnické centrum v Bruntále.
Městská knihovna Vrbno pod Pradědem poskytuje prezenční půjčování knih, periodik a audioknih. Knihovna zajišťuje meziknihovní výpůjční službu (MVS), reprografické služby, skenování, prodej vyřazených knih a periodik a v neposlední řadě také nabízí tematické besedy a knihovnické lekce pro žáky základní školy, kulturní a vzdělávací akce (např. Noc s Andersenem, večer deskových her, pasování na čtenáře aj.) Registrovaní uživatelé i široká veřejnost může využívat služeb internetu.

## Galerie

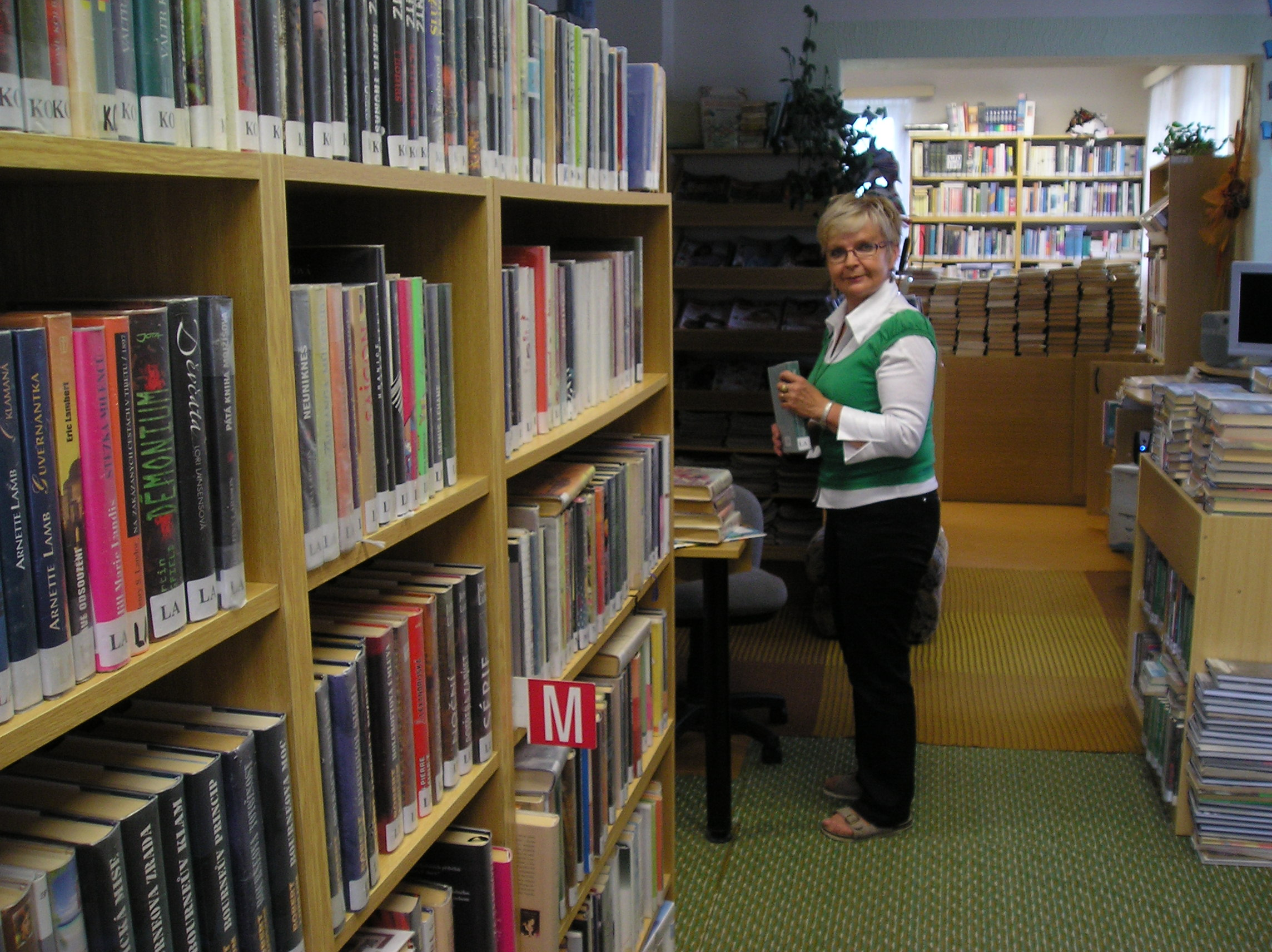
Dospělá půjčovna
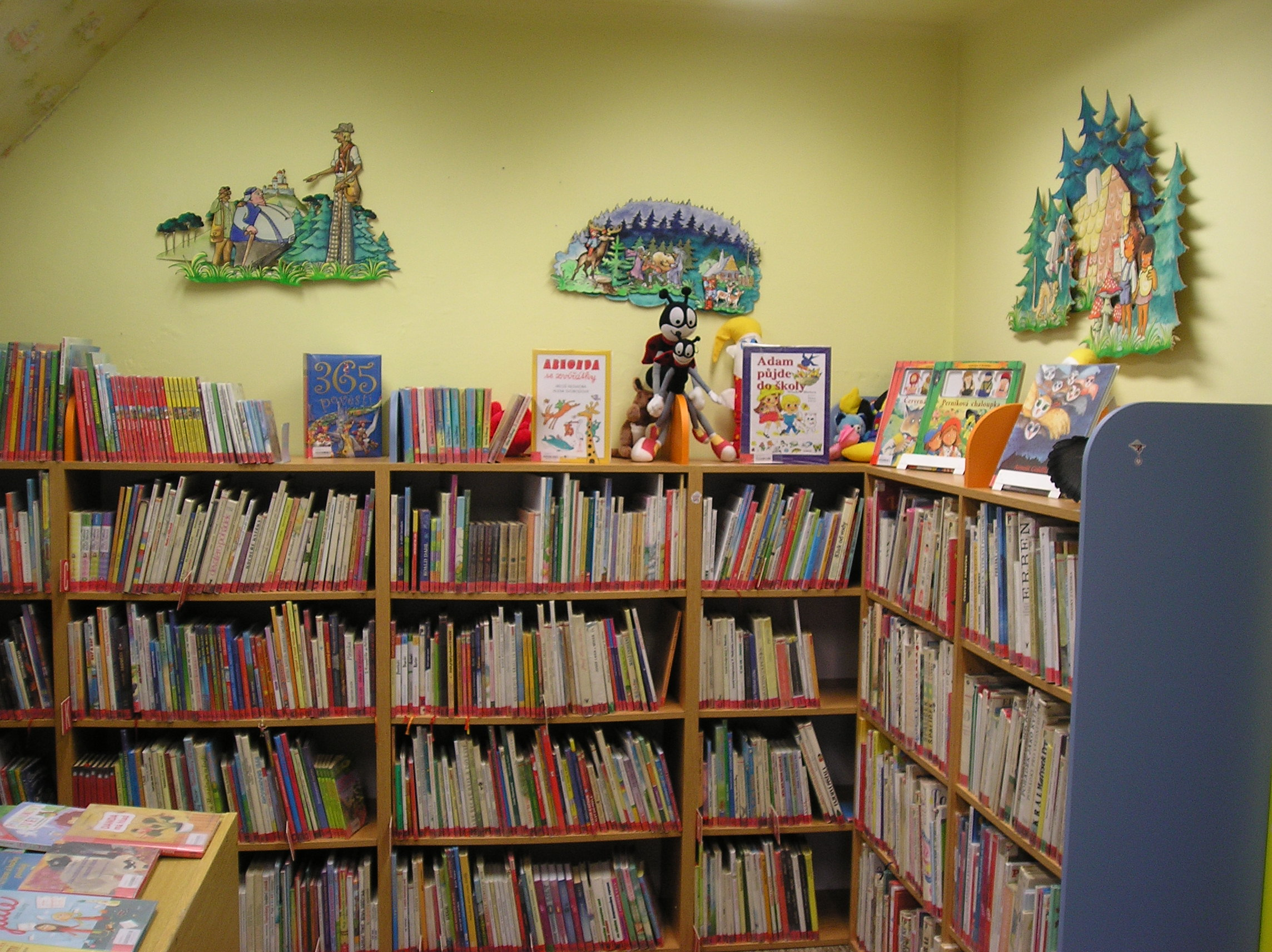
Dětské oddělení